# 渡辺廉吉

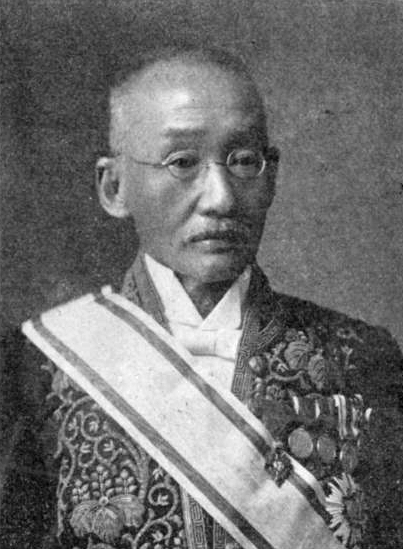
渡辺廉吉肖像。大正8年10月31日、天長節参内の途次撮影。

渡辺 廉吉（わたなべ れんきち、嘉永7年1月8日（1854年2月5日） - 大正14年（1925年）2月14日）は日本の法学者、裁判官、政治家。学位は法学博士。行政裁判所評定官（裁判官）、内閣総理大臣秘書官、法制局参事官、行政裁判所部長、行政裁判法取調委員、貴族院議員等を歴任。幼名は正吉。渡邊廉吉とも表記される。

## 人物
越後国長岡（現新潟県長岡市）出身。父渡辺櫓左衛門は越後長岡藩士。15歳のとき戊辰戦争に従軍して負傷した。大学南校独逸部、開成学校に学び、東京外国語学校で教諭・訓導としてドイツ語を教授。外務省書記生（専門職）として、オーストリアに渡り、ウィーン大学で法律と政治学を学び、伊藤博文の知遇を得て、帰国して大日本帝国憲法、旧皇室典範、民事訴訟法の制定に尽力した。1897年に高等商業学校（のちの東京高等商業学校、現一橋大学）に専攻部が設置されると、1903年に美濃部達吉が兼任教授に就任するまで、憲法・行政法等を講じた。

## 来歴
- 1854年1月（嘉永7年）越後で出生。
- 1868年頃 戊辰戦争に従軍。帰郷後士族学校[5]に入学。
- 1874年11月 大学南校、開成学校を経て、東京外国語学校教諭心得としてドイツ語を教授。
- 1880年3月 外務省三等書記生としてオーストリア公使館に赴任、ウィーン大学に学び、伊藤博文の知遇を得る。
- 1883年8月 帰国。太政官権少書記官に就任。
- 1884年3月 制度取調局御用掛を兼務し、明治憲法起草作業に従事。
- 1885年12月 法制局参事官就任。
- 1888年5月 内閣総理大臣秘書官就任。
- 1890年2月 静岡、岐阜、宮城で地方官として勤務。
- 1892年3月 法制局参事官に復帰。
- 1893年4月 行政裁判所評定官就任。
- 1903年1月 行政裁判所部長就任。
- 1908年5月 行政裁判制度視察のため渡欧、民事訴訟法典起草の際に苦楽を共にしたヘルマン・テッヒョーと再会。
- 1909年9月 行政裁判法取調委員となり行政裁判法改正作業に従事。
- 1922年2月2日 貴族院議員に任ぜられる[6]。同月行政裁判所部長を依願免官。
  - 4月12日 錦鶏間祗候を仰せ付けられる[7]。
- 1925年2月 徳川家達の請待会からの帰途、台湾銀行前の路上で、道路工事中の溝に転落する事故により急死[8] 墓所は青山霊園1-ロ-20-15。戒名は篤敬院釈静観居士[9]。

## 家族
- 妻：くに - 朝比奈昌広（閑水）の次女
- 長男：信
  - 長男の妻・ヒデ - 志田林三郎の娘
- 長女：かよ - 赤司鷹一郎の妻
- 次女：りき - 佐々木隆興の妻
- 四女：静 - 奥村政雄の妻
- 五女：文 - 安田善雄の妻
- 次男：敬二 - 朝比奈けいの養子
- 三男：和雄
- 四男：正雄

## 栄典
位階
- 1883年（明治16年）12月25日 - 正七位[11]
- 1897年（明治30年）10月30日 - 正五位[12]
- 1902年（明治35年）12月20日 - 従四位[13]
- 1907年（明治40年）12月27日 - 正四位[14]
- 1913年（大正2年）1月30日 - 従三位[15]
- 1925年（大正14年）2月14日 - 従二位[16]

勲章等
- 1889年（明治22年）11月29日 - 大日本帝国憲法発布記念章[17]
- 1895年（明治28年）6月21日 - 勲五等瑞宝章[18]
- 1898年（明治31年）6月28日 - 勲四等瑞宝章[19]
- 1902年（明治35年）6月30日 - 勲三等瑞宝章[20]
- 1915年（大正4年）11月10日 - 大礼記念章[21]
- 1919年（大正8年）7月29日 - 勲一等瑞宝章[22]

## 日本法の近代化
明治政府の最大の課題は日本の近代化であった。そのためには不平等条約撤廃の前提として列強各国が日本に対して要求していた近代法典（民法、商法、民事訴訟法、刑法、刑事訴訟法の5法典。参照六法。）を成立させる必要があった。そこで、日本政府はヨーロッパの諸法典をモデルとすることを決め、有意の人物を捜していた。憲法制度調査のためヨーロッパを歴訪した伊藤博文は、ギュスターヴ・エミール・ボアソナードなどのお雇い外国人を日本へ招聘するとともに、日本人法学者をも日本法の近代化に参画させ、そのうちの一人が渡辺廉吉である。

## 越後山本家の家名存続
戊辰戦争を戦った越後山本家は明治16年（1883年）2月に河井家とともに家名再興を許可されたものの、跡継ぎに恵まれなかった。このため名門の山本家が断絶することを恐れた渡辺廉吉らのはからいにより、大正5年（1916年）に長岡士族・高野家（高野貞吉）から養子に入ったのが後の連合艦隊司令長官山本五十六である。

## 翻訳書
- 『獨乙訴訟法要論 復刻版』 ヘルマン・ヒッチング著；渡邊廉吉譯、信山社出版、2005年
- 『獨乙訴訟法要論 』 ヘルマン・ヒッチング著 ; 渡邊廉吉譯、博聞社、1886年
- 『行政學』ローレンツ・スタイン著 ; 渡邊廉吉譯、信山社出版、2007年
- 『行政學』ローレンツ・スタイン著 ; 渡邊廉吉譯、元老院 、1887年